# Vormsund
Vormsund is een plaats in de Noorse gemeente Nes, fylke Akershus. Vormsund telt 478 inwoners (2007) en heeft een oppervlakte van 0,76 km².

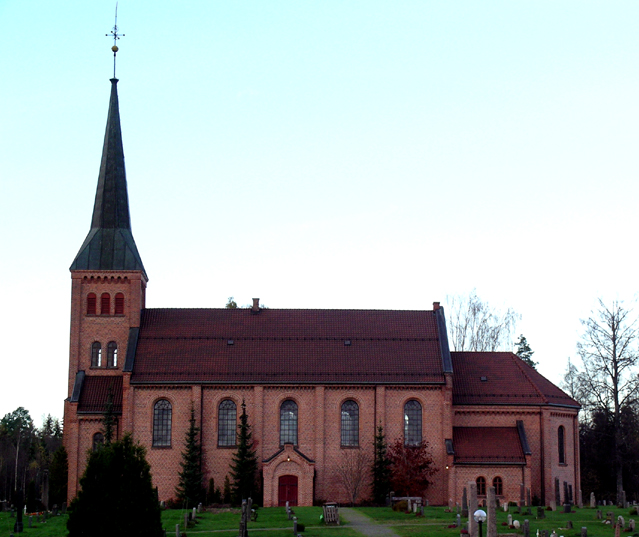
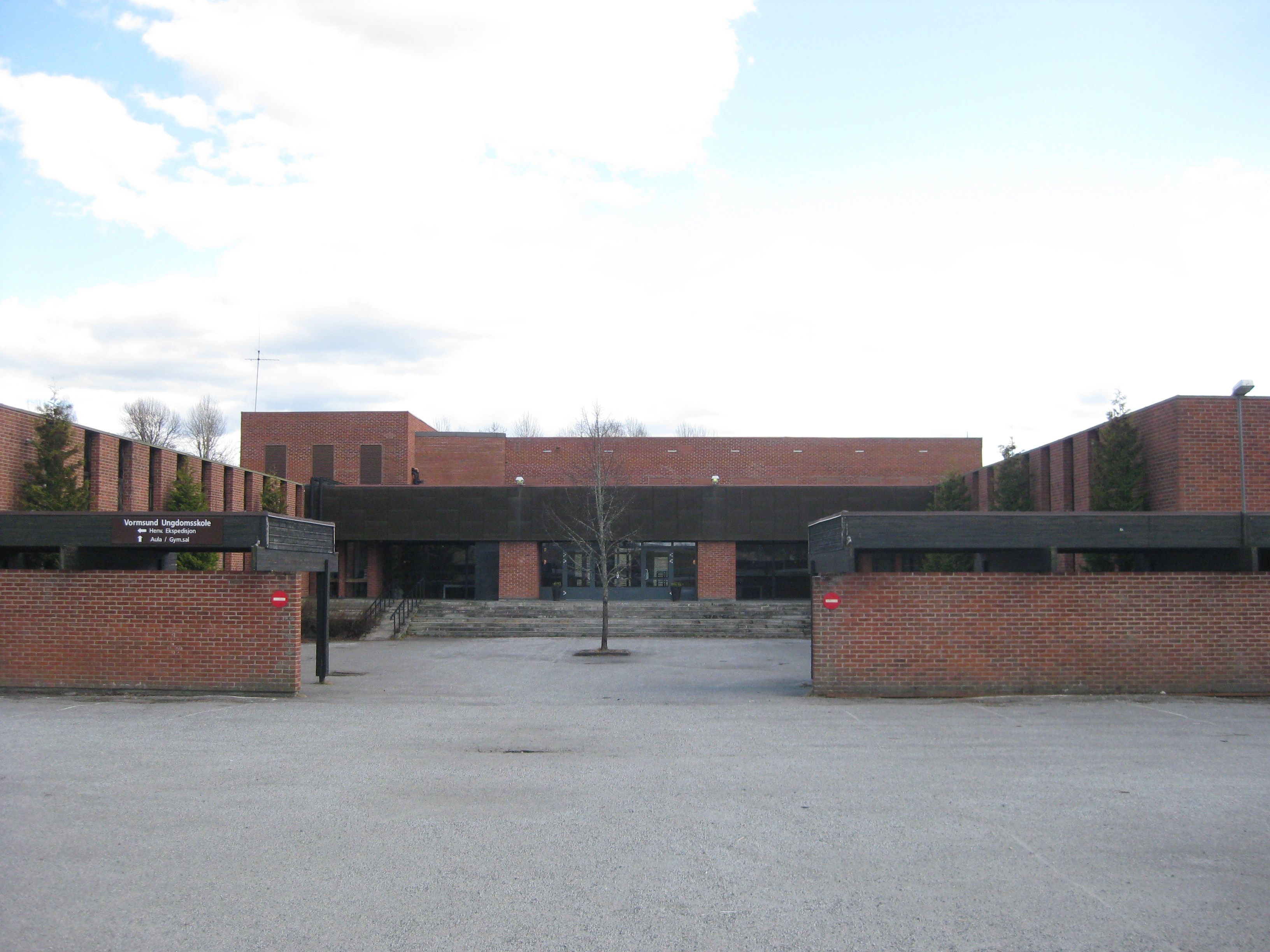
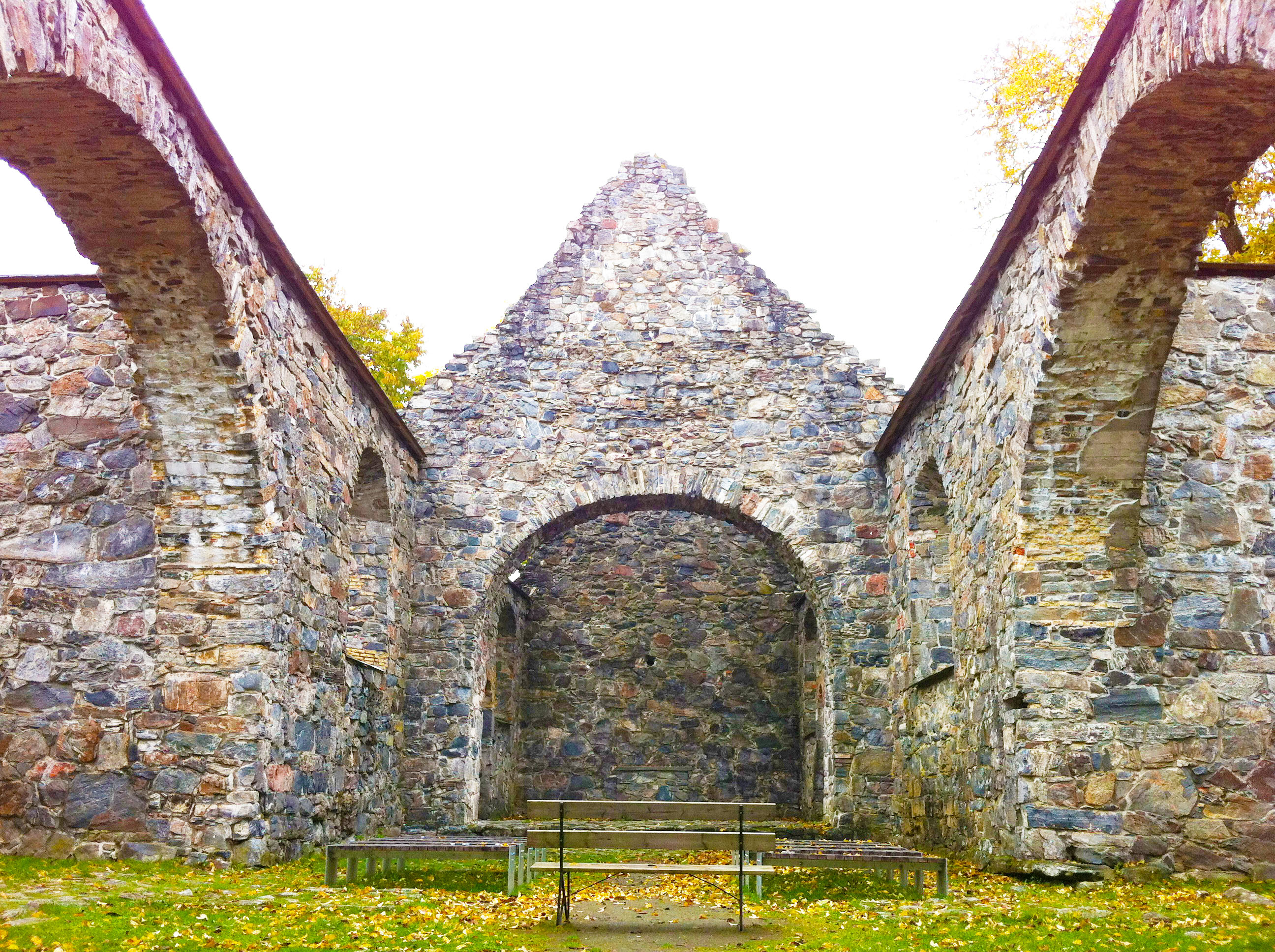
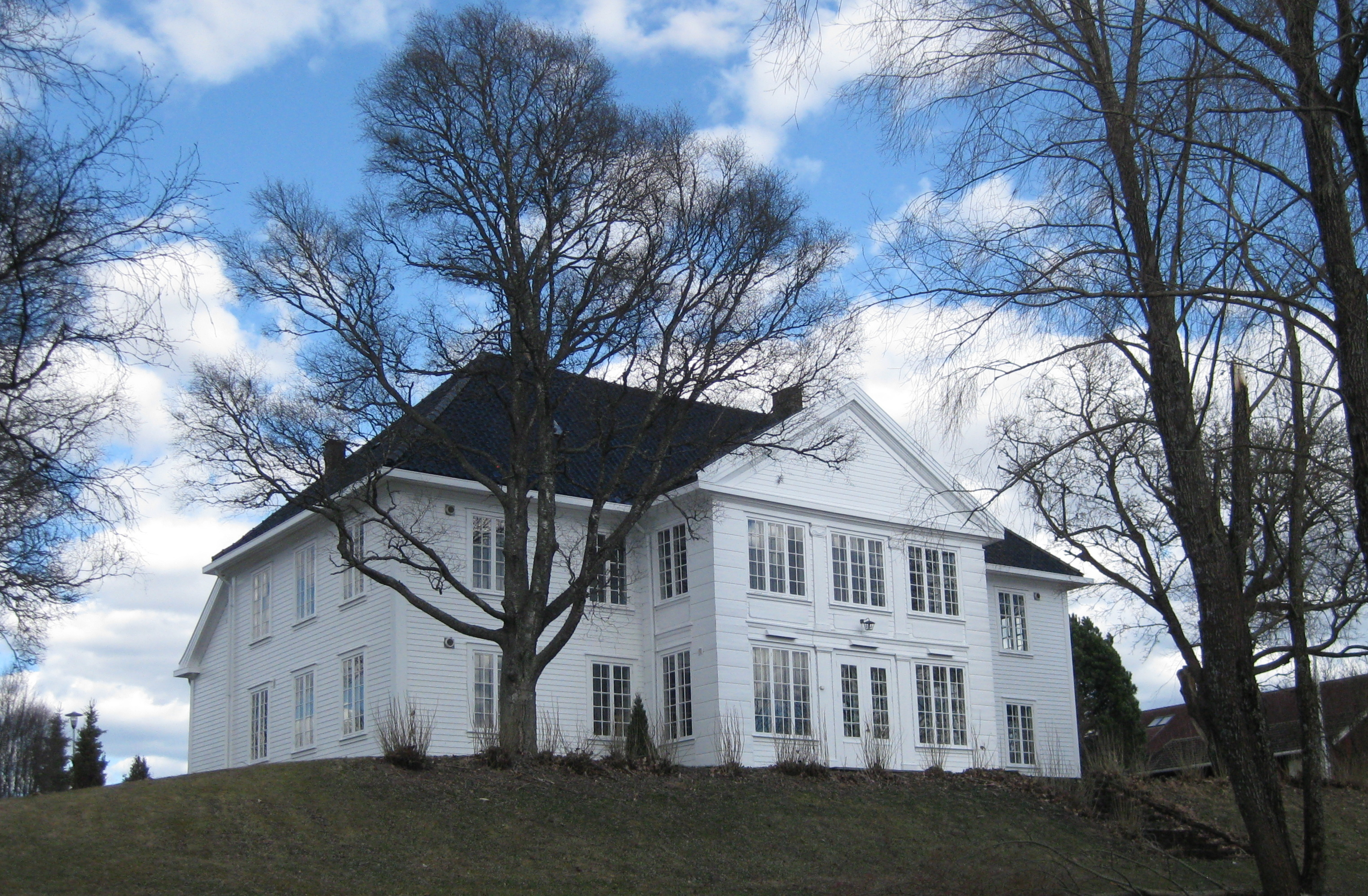